# ディディエフ
株式会社ディディエフ（英: DDF Co., Ltd.）は、鉄道ジオラマレイアウトを中心に鉄道模型・建築模型・景観模型などを企画・製作する日本の企業。東京都大田区蒲田に本社、兵庫県尼崎市昭和通に大阪支店がある。

## 事業内容
鉄道ジオラマの製作
法人・個人からの依頼によるオリジナル特注品製作。鉄道模型ファンの個人宅に設置するプライベートなものから鉄道博物館のような公共施設、また鉄道模型店（レンタルレイアウト）・鉄道カフェ（飲食店）のような商業施設にも施工実績がある。
景観ジオラマ・建築模型の製作
主に法人からの依頼による鉄道関連以外のジオラマ・模型の特注品製作。企業のショールームやイベントでの展示模型の需要が多い。
量産品の製作（OEM製作）
法人からの依頼により、販売用・記念品用などの小型ジオラマ模型を量産制作。日本で試作した原型を同社上海提携工場で量産している。金型を使用しない場合が多く、比較的小ロットからの製作ができることが特徴。
一般販売品の製作
特注品ではなく一般市販品としてのジオラマ模型も製作。鉄道模型展示用・ミニカー展示用などの小型ディスプレー用ジオラマから鉄道模型の走行可能な中型ジオラマを市販。また鉄道模型車輌・バス模型など車輌も製作・販売（鉄道模型取扱店・自社直営店舗・自社通販サイトで購入可能）

## 沿革
- 1998年（平成10年） - （有）ジオラマディスプレイファクトリーとして独立
- 2001年（平成13年） - （株）ディディエフに組織・社名変更
- 2001年（平成13年） - 本社3階に直営店舗・だいおらま開店
- 2002年（平成14年） - 中国・上海に駐在員事務所開設
- 2003年（平成15年） - 本社1階に直営店舗・だいおらま東京店を移設、開店
- 2004年（平成16年） - 中国・有寧模型有限公司に出資
- 2007年（平成19年） - 兵庫県尼崎市のアミング潮江内（JR尼崎駅前）のホビスタに大阪支店および直営店舗だいおらま大阪店開設
- 2007年（平成19年） - 埼玉県さいたま市の鉄道博物館に東京駅駅舎他多数のジオラマを納品
- 2010年（平成22年） - 和歌山県有田川町鉄道交流館にジオラマレイアウト納品。館内ショップ運営（現在は委託終了）。
- 2013年（平成25年） - だいおらま大阪店・大阪支店を尼崎市昭和通1-11-12へ移転。
- 2014年（平成26年） - 南海電気鉄道が運営するみさき公園内に特急ラピート号の実物大模型（先頭より５ｍ）を納入
- 2015年（平成27年） - 北陸新幹線開業に伴い、糸魚川駅構内糸魚川ジオステーション ジオパル内にHOゲージとNゲージの大型ジオラマを納入。